# Fülöpházi homokbuckák
A fülöpházi homokbuckák vagy fülöpházi nagybuckák HUKN 20011 kódszám alatt Magyarország kiemelt jelentőségű természetmegőrzési területe, 1975-ös megalapításától a Kiskunsági Nemzeti Park részegysége a Kiskunsági-homokháton, Kecskeméttől 20 kilométerre nyugatra, Fülöpháza nyugati határában.
Az 1992 hektáros védett terület a szélhordta homokkal borított Kiskunsági-homokhát egyik futóhomokzónája. Az itt található buckák tengerszint feletti magassága 117 és 130 méter között váltakozik. A földtani szelvényezési munkálatok eredményeként ismert, hogy az apró szemű futóhomok 9-10 méter mélyen húzódó rétegére 1 és 9 méter között apró és finom szemű futóhomokkal kevert finomhomokos lösz rakódott. Az erre települt 60-70 cm-es karbonátiszapon (vagy dolomitiszapon) a környező buckákról befújt futóhomok képezi a talaj felső, 5-30 centiméteres rétegét. A fülöpházi futóhomok legnagyobb szemcsemérete 0,8, átlagos szemcsemérete 0,1-0,5 milliméter közötti. A területen megfigyelhető a homokfelhalmozódások szinte valamennyi morfológiai típusa: a homoktaréjok (homokhullámok), a természetes akadályoknál a szélirány felé felhalmozódó homokdriftek, illetve a szél által lerakott és épített, jellemzően patkó alakú homokbuckák, amelyek a szél munkájának köszönhetően ma is mozognak. A legnagyobb fülöpházi buckák relatív magassága eléri a 20-25 métert, tengelyük az uralkodó széliránynak megfelelően északnyugat–délkeleti tájolású, mozgásukat a 0,5-1,0 méter/év előrehaladás jellemzi. A már megkötött homokbuckák felületén a homoki csenkeszes növénytársulás az uralkodó, egyébként a növényzet gyér. Értékesebb növényfajai a heverő naprózsa (Fumana procumbens), a kései szegfű (Dianthus serotinus), a homoki vértő (Onosma arenaria), a pusztai árvalányhaj (Stipa pennata), a közönséges csikófark (Ephedra distachya) és a kék szamárkenyér (Echinops ritro subsp. ruthenicus). A fauna elsősorban madárfajokban gazdag, megtalálható itt az ugartyúk (Burhinus oedicnemus), a parlagi pityer (Anthus campestris), az európai szalakóta (Coracias garrulus), a búbos banka (Upupa epops), a kis őrgébics (Lanius minor), valamint a hüllők közül elsősorban a homoki gyík (Podarcis tauricus).
A buckáktól keletre, azok védettségében húzódott korábban a néhány deciméteres mélységű Szappanos-szék vagy Szappan-szék tó, amely a legsósabb magyarországi tavak közé tartozott 70 ezer mg/l sótartalmával (1976). A talajvízszint általános süllyedése miatt az ezredforduló után csak alkalmilag, az esőzések idején van medrében ismét víz, sótartalma viszont lényegesen kevesebb a korábbiaknál (598 mg/l, 2004). 

## Megközelítése
A védett terület a legkönnyebben az 52-es főúton közelíthető meg, Kecskemét és a Dunántúl felől egyaránt, a nemzeti park természetvédelmi oktatóközpontja is a főút mentén létesült, a 20+400-as kilométerszelvénye közelében. Érinti még a védett terület határszéleit észak felől az 5214-es, kelet felől pedig az 5215-ös út is.